# كاظم أباد (دشتاب)
كاظم أباد (بالإنجليزية: Kazemabad, Dashtab)‏ هي مستوطنة تقع في إيران في قسم دشتاب الريفي. يقدر عدد سكانها بـ 25 نسمة .